# World Digital Library
La World Digital Library (WDL) è stata una biblioteca digitale internazionale gestita dall'UNESCO, l'organizzazione delle Nazioni Unite per l'Educazione, la Scienza e la Cultura e dalla Biblioteca del Congresso degli Stati Uniti d'America. Il progetto è stato lanciato nell’aprile del 2009 e si è concluso nel 2020 e raccoglieva beni del patrimonio culturale mondiale.

## Tema
La raccolta comprendeva una grande quantità di materiali offerti da organizzazioni partner ma anche dalla stessa Biblioteca del congresso. La raccolta è stata realizzata in collaborazione tra i partner e i ricercatori di WDL per conservare dal punto di vista storico e culturale ogni oggetto presente nella collezione.
I materiali raccolti dalla WDL includono beni culturali e documenti storici significativi, tutti nella loro lingua d’origine, per un totale di oltre 100 lingue diverse.

## Storia
L'idea di una biblioteca digitale internazionale era nata nel 2005 a seguito della proposta del bibliotecario del Congresso, James H. Billington, in un discorso alla Commissione Nazionale degli Stati Uniti per l’UNESCO. Billington voleva creare una biblioteca facilmente accessibile delle ricchezze culturali del mondo con l'obiettivo di promuovere la consapevolezza e la comprensione interculturale, in linea con diversi obiettivi UNESCO.
L'UNESCO approvò il progetto e il suo direttore generale Koichiro Matsuura lo assegnò alla Direzione per la Comunicazione e l'Informazione, guidata da Abdul Waheed Khan.
Un progetto simile fu realizzato anche in Europa il 20 novembre 2008, quando l'UE ha presentato il prototipo di Europeana, un archivio online della cultura europea al quale hanno contribuito con i loro contenuti più di 1.000 biblioteche, musei e istituzioni nazionali europee.
La prima discussione sul progetto per la WDL è avvenuta nel dicembre del 2006, quando l'UNESCO e la Biblioteca del Congresso hanno convocato una riunione di esperti di tutte le nazionalità presso la sede dell'UNESCO a Parigi. Gli esperti notarono che in molti paesi, e soprattutto in quelli in via di sviluppo, i contenuti culturali digitalizzati erano pochi e spesso non esisteva una capacità locale di digitalizzare. 
Per questo motivi gli obiettivi della Biblioteca  sono la promozione della comprensione internazionale, l'espansione di contenuti online non inglesi e non occidentali, incrementando così il contributo alla ricerca e all'educazione.
Per la prima fase di attività vennero formati gruppi di lavoro da parte della Biblioteca del Congresso, dell'UNESCO e di cinque altre istituzioni: la Bibliotheca Alexandrina, la Biblioteca Nazionale del Brasile, la Biblioteca Nazionale e gli Archivi d'Egitto e la Biblioteca di Stato russa. Le direttive per la realizzazione di un prototipo sono state fornite attraverso un processo consultivo che ha coinvolto l'UNESCO, la Federazione internazionale delle associazioni e delle istituzioni bibliotecarie (IFLA), e individui e istituzioni in più di quaranta paesi.
Nel 2006 un team della Biblioteca del Congresso sviluppò la versione pubblica online della WDL, presentata all'UNESCO nell'aprile 2009. Il lancio avvenuto nello stesso mese ha avuto luogo presso la sede dell'UNESCO a Parigi ed è stato ospitato dal direttore dell'UNESCO Koichiro Matsuura e dal Bibliotecario del Congresso, James Billington.
Trentadue istituzioni hanno contribuito con contenuti alla versione di lancio del sito. I partner del lancio includono biblioteche nazionali e organizzazioni culturali in Brasile, Cina, Egitto, Messico, Russia, Francia, Svezia, Uganda, Stati Uniti e altre località del mondo.
Negli anni successivi le raccolte vennero progressivamente ampliate, includendo testi come l'Enciclopedia Yongle e le Cronache di Norimberga.

Dall'aprile 2010 la WDL si è basata su uno statuto approvato dalle istituzioni partner originarie. Lo statuto definiva i collaboratori che potevano arricchire la biblioteca con contenuti digitali: archivi, musei, archivi di contenuti audiovisivi, istituzioni educative e altre istituzioni.
Nel 2017 la Biblioteca ha segnalato la sua intenzione di interrompere il servizio di gestione del progetto WDL. Con la conclusione delle funzioni dello statuto nel 2020, anche la World Digital Library ha smesso di essere in funzione. I contenuti del sito ufficiale della Biblioteca sono stati trasferiti sul sito principale della Biblioteca del Congresso, nella quale si possono trovare ancora tutti i materiali raccolti.

## Materiale
I materiali raccolti dalla WDL includono beni culturali e documenti storici significativi tra cui libri, manoscritti, mappe, giornali, riviste, stampe, fotografie, registrazioni audio e film.
Il portale originale era diviso secondo diverse funzionalità e non raggruppava i documenti raccolti solo secondo la forma, ma anche secondo area geografica, lingua, secolo, periodo storico, tema e istituzione di appartenenza. Nonostante i documenti siano disponibili nella loro lingua originale, le informazioni che le descrivono sono state tradotte dapprima in inglese e successivamente anche in altre sei lingue: spagnolo, portoghese, francese, arabo, cinese e russo